# Semper Fi - Fratelli in armi
Semper Fi - Fratelli in armi (Semper Fi) è un film del 2019 diretto da Henry Alex Rubin. 

## Trama
Un poliziotto graduato all'occorrenza fa anche il riservista per i Marines. Suo fratello, un po' immaturo e avventato, nel corso di una rissa uccide accidentalmente un uomo e viene arrestato; una volta appreso dell'accaduto suo fratello decide che, sebbene sia ingiusto, forse possa servire per fargli "mettere la testa a posto"; e parte per una missione. Una volta tornato però, capisce che il ragazzo è rimasto intrappolato nei meandri di un sistema giudiziario ingiusto (ricorsi respinti e trattamento carcerario disumano). Cerca dunque una soluzione per poter riparare il torto, anche a costo di violare la legge: ne favorisce l'evasione con l'aiuto dei suoi commilitoni.

## Distribuzione
Il film è stato presentato nelle sale statunitensi il 4 ottobre 2019.
In Italia non è uscito in sala ma è stato trasmesso l'8 ottobre 2021 su Sky Cinema Uno.